# Amphiblemma mildbraedii
Amphiblemma mildbraedii är en tvåhjärtbladig växtart som beskrevs av Ernest Friedrich Gilg och Adolf Engler. Amphiblemma mildbraedii ingår i släktet Amphiblemma och familjen Melastomataceae. Inga underarter finns listade i Catalogue of Life.